# Ford Ranger EV
 (septembre 2022).

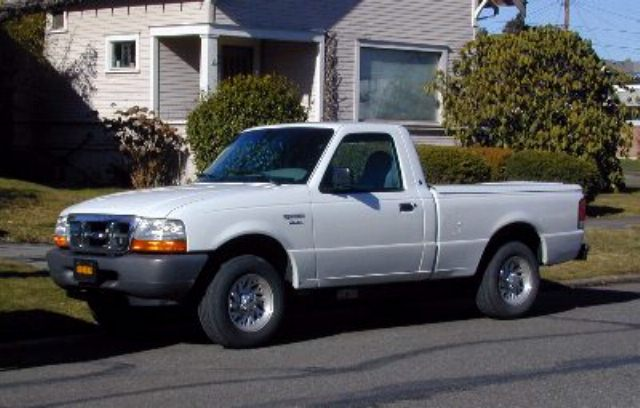
Ford Ranger EV blanche.

Le Ford Ford Ranger EV (Electric Vehicle (véhicule électrique en Français)) est un pick-up compact alimenté par batterie qui a été produit par la Ford Motor Company. Il a été produit à partir de l'année modèle 1998 et il n'est plus en production depuis 2002. Il est construit sur le châssis de pick-up léger utilisé par le Ford Ranger. Quelques véhicules équipés de batterie au plomb-acide ont été vendus, mais la plupart des unités ont été louées pour une utilisation de flottes. Quelques particuliers persistants et intéressés ont pu obtenir des baux sur une durée de trois à cinq ans[réf. nécessaire]. Tous les baux ont été résiliés en 2003-2004 et les véhicules ont été rappelés.

## Histoire

### Coût
Le coût de ce véhicule (avant les remises du fabricant et autres subventions des organismes publics) était de 52 720,00 $. Ford Motor Credit a soutenu un généreux programme de location de 3 ans qui, avec le financement du DGQA (District de Gestion de la Qualité de l'Air) et les crédits d'impôt fédéraux, permettrait un paiement de location de 3 ans aussi bas que 155 $ par mois pour un Ranger EV[réf. nécessaire].
Un exemple est le Lawrence Livermore/Berkeley Labs, dans le nord de la Californie respectueux de l'environnement, qui a signé pour 20 unités de Ford Motor Credit, avec un coût de location total de 0 $ pour les laboratoires sur la durée du bail de 3 ans. Grâce au soutien financier écrasant des programmes Clean Cities financés par le gouvernement et des subventions du DGQA, lorsqu'il est appliqué à une version TPP (tous paiements payés) du bail commercial du Ranger EV, le bail résultant devient payé en totalité[réf. nécessaire].
Le Ranger EV s'est qualifié pour un autocollant California White Clean Air Vehicle, permettant l'accès aux voies de covoiturage pour les véhicules à un seul occupant.

## Conception
Le Ranger EV était essentiellement un Ford Ranger XL 4X2 à simple cabine avec un groupe motopropulseur électrique au lieu du moteur quatre cylindres en ligne standard du Ranger XL. La seule différence entre un Ranger XL et un Ranger EV était que le Ranger EV n'avait pas de moteur thermique, de sorte que le tachymètre qui se trouvait dans le Ranger XL a été remplacé par une jauge d'estimation de l'autonomie dans le Ranger EV, la jauge de pression d'huile a également été remplacée par un indicateur On/Off, et la jauge de tension a été remplacée par une jauge d'économie. Outre ces différences mineures, le Ranger EV incluait les fonctionnalités standard que le Ranger XL 4X2 à simple cabine incluait en standard : une radio AM et FM, deux haut-parleurs, jantes en alliage de quinze pouces, une banquette ou des sièges baquets garnis de tissu, climatisation et chauffage, une transmission automatique, deux airbags SRS, sièges pour deux ou trois passagers, un interrupteur marche/arrêt pour l'airbag passager activé par le contact du véhicule ou la clé et sol en vinyle. Les options supplémentaires, comme un pneu de secours, un lecteur cassette et/ou CD, deux haut-parleurs supplémentaires derrière les sièges avant, vitres et serrures électriques et l'entrée sans clef était également disponible pour tous les Ranger EV. La plupart des Ranger EV étaient peints en Oxford White Clear Coat avec un intérieur Flint Gray; autres couleurs extérieures incluses : Bright Red, Medium Platinum, Light Denim Blue Metallic, Boysenberry Blue Metallic et Pacific Green Metallic. Aucune autre option de couleur intérieure n'était disponible[réf. nécessaire].

### Extérieur
Les principaux identifiants d'un Ranger électrique sont l'apparence de la porte pour la recharge à l'avant, dans un emplacement de calandre ouvert sur les Ranger MCI (avec moteur à combustion interne), le tuyau d'échappement manquant et la visibilité de la suspension arrière unique du véhicule électrique et du moteur de traction quand on est derrière le véhicule. Sur le côté, le véhicule est presque indiscernable du Ranger MCI, à l'exception d'un modeste script Electric sur le côté. Seule la légère projection du bac à batterie sous les longerons du cadre est perceptible à distance. La hauteur du véhicule est proche de celle des véhicules à quatre roues motrices en raison de sa construction sur un châssis de véhicules à 4 roues motrices et de l'utilisation de la suspension à barre de torsion avant de véhicules à 4 roues motrices, plus résistante.

#### Disposition des composants
Le compartiment avant contient, sous le capot, le chargeur, un climatiseur électrique, le mécanisme de direction assistée, l'unité de freinage assisté (autrement conventionnelle), un radiateur pour le climatiseur, une pompe à vide et un réservoir pour les servofreins, un réservoir pour le lave-glace et un réservoir pour le liquide de refroidissement moteur/onduleur[réf. nécessaire]. À l'arrière de l'essieu arrière (à l'emplacement habituel de la roue de secours) se trouve le contrôleur du moteur à courant alternatif. Le pneu de secours pouvait être transporté à une station dans la benne du pick-up. Le pneu de secours était mal situé dans la benne, créant une utilisation inefficace de l'espace de la benne. De nombreux opérateurs ne prenaient tout simplement pas le pneu de secours.

#### Couvre-benne
Pour améliorer l'aérodynamisme, la benne est recouverte d'un couvercle en vinyle avec pression soutenu par des arcs en aluminium. Les récepteurs instantanés glissent dans des canaux en aluminium. Un arceau arrière permet d'ouvrir le hayon sans retirer le couvercle. Le couvercle peut être assez difficile à remettre en place par temps froid en raison du rétrécissement et de la rigidité du matériau en vinyle. Comme la benne était un vestige du Ford Ranger à carrosserie standard, certains propriétaires ont opté pour des couvre-benne du marché secondaire, en fibre de verre dure ou avec un toit enroulable[réf. nécessaire].

### Intérieur

#### Instruments
De gauche à droite, les instruments sont :
- Un indicateur de charge dans le coin inférieur gauche, à la place de la jauge de carburant normale. Avec des batteries sous-performantes, on ne peut pas compter dessus en raison de sa tendance à passer d'une charge complète à environ 3/4, puis à tomber soudainement à vide en un mile ou deux.
- Un indicateur de taux dans le coin supérieur gauche, indiquant la consommation et la récupération d'énergie.
- Un indicateur de kilomètres restant, en remplacement du tachymètre. Cet indicateur n'est également précis que lorsque le système de batterie fonctionne conformément aux spécifications, sinon il peut induire le conducteur en erreur.
- Un compteur de vitesse de 80 mph avec odomètre à la place du compteur de vitesse de 120 mph du Ranger MCI.
- Dans le coin supérieur droit, une jauge électrique général se mettra en position marche quelques secondes après que le démarrage ait été commandé par un interrupteur à clé. Cela n'indique pas la tension de la batterie; c'est seulement une indication pour le conducteur que le véhicule est activé.(a été démarré). Les contacts principaux du véhicule ne se fermeront pas tant que la précharge n'est pas terminée.
- Dans le coin inférieur droit, une jauge de température surveille la température du liquide de refroidissement.

Divers voyants lumineux sont inclus, dont l'un qui indique que le pick-up est branché pour la recharge. Ceci est interverrouillé avec le circuit de démarrage, le désactivant si la palette Avcon est insérée.

#### Contrôles
Ford a tenté de rendre l'expérience de conduite et de fonctionnement aussi similaire que possible à celle vécue dans un véhicule MCI à transmission automatique. Le sélecteur fonctionne de manière similaire à celui d'une transmission automatique avec les positions suivantes[réf. nécessaire]:
- Park
- Reverse
- Neutral
- Drive
- Economy

La position Economy réduit la vitesse maximale et enclenche la récupération d'énergie (freinage régénératif), elle est donc utile pour les longues descentes, à l'approche d'un arrêt ou dans un trafic en accordéon. Drive est normalement uniquement utilisé pour une utilisation sur autoroute.
Un agencement de commutateur conventionnel est utilisé pour fournir une détection d'insertion de la clé à Off, Accessory, Run et Start. Les autres commandes sont identiques à celle de la version MCI.
Le système de chauffage utilise une résistance chauffante à noyau en céramique. La climatisation est équipée d'un système de compresseur-condenseur-évaporateur entraîné par un moteur électrique[réf. nécessaire].

### Châssis
Le Ford Ranger EV était construit sur un châssis de Ford Ranger à quatre roues motrices.

#### Suspension avant
Double bras en forme de A avec suspension à barre de torsion, car des cadres de véhicules à 4 roues motrices sont utilisés pour le Ford Ranger EV.

#### Suspension arrière
La suspension arrière est constituée d'un tube De Dion qui situe les roues et qui est suspendu par les habituels ressorts à lames longitudinaux. Les modèles de la première année de production (1998) utilisait des ressorts à lames en fibre de carbone monolithiques légers qui avaient une rigidité latérale insuffisante pour fournir un emplacement latéral de la suspension; ces premières versions comportaient également un mécanisme de Watt. Les versions ultérieures utilisaient des ressorts à lames en acier conventionnels et n'avaient pas de mécanisme de Watt.

#### Transmission
Les roues arrière sont alimentées par un moteur à courant alternatif à six pôles fonctionnant via une transmission et un différentiel (à vitesse unique) à réduction trois à un. Le moteur peut produire 90 ch (67 kW) et peut fonctionner à une vitesse maximale de 13 000 tr/min. Le moteur, la transmission et le différentiel sont contenus dans une seule unité montée transversalement entre les roues arrière et en hauteur entre les longerons du châssis. Les demi-arbres s'inclinent vers le bas pour entraîner les roues.

#### Pneus et roues
Toutes les roues, y compris la roue de secours, sont en fonte d'aluminium. Les pneus ont une faible résistance au roulement, semblable à ce que l'on trouverait sur une berline full-size, plutôt que sur un pick-up. Les roues de 1998 et 1999 étaient du même design simple. Les modèles ultérieurs avaient des roues avec un design "à grand rayons"[réf. nécessaire].

### Performance

#### Récupération d'énergie
Sur une très longue descente (avec une altitude supérieur à 3 000 pieds (910 m)), on pouvait obtenir un état de charge sensiblement plus élevé que le maximum, de sorte que la récupération d'énergie était manifestement efficace.

#### Économie
La consommation d'énergie pour une utilisation légère en banlieue est d'environ 500 watts-heures par mile, à la fois selon les chiffres de l'EPA pour les premiers modèles et selon l'expérience de certains propriétaires. L'électronique du contrôleur du Ford Ranger EV permet une forte accélération, même en position de vitesse économique, «E». Ainsi, seul un pied lourd peut réduire la portée de l'EV.

### Batterie
Les batteries sont contenues dans un grand boîtier de batterie qui est boulonné sous le véhicule. Il peut être retiré à l'aide d'équipements d'atelier spécialisés. Les batteries individuelles sont ensuite entretenues et remplacées à partir du dessus du module ouvert. La disposition de la batterie à l'intérieur de la boîte n'est pas la même pour le type de batterie plomb-acide et NiHM. La configuration plomb-acide utilise une configuration de batteries 39 x 8V sur deux couches. La configuration NiNM utilise une configuration de batteries 25 x 12V sur une seule couche.

#### Variantes plomb-acide
Le bloc-batterie au plomb-acide se composait de 39 modules au plomb-acide régulés par soupape assemblés par East Penn Manufacturing pour Delphi, avec un poids de 870,1 kg (1 918 livres), une tension nominale du système de 312 V et une capacité nominale (à la moitié de la capacité à pleine charge) de 60 Ah.

#### Variantes nickel-hydrure métallique
En Californie et dans certaines régions limitées en-dehors de la Californie, une version avec batterie nickel-hydrure métallique (NiNM) était proposée, exclusivement pour la location à l'origine. Le pack NiHM se compose de 25 batteries Panasonic EV-M95 au nickel-hydrure métallique de 12,00 volts. Portée de tension du pack NiNM : Vide, 280V en courant continu - Plein, 350V en courant continu. La batterie NiNM se composait de 25 modules de Motorcraft (Panasonic OEM), avec un poids de 485 kg (1 069 livres), une tension nominale du système de 300 V et une capacité nominale (jusqu'à un tiers de la capacité à pleine charge) de 95 Ah.
La version NiHM offrait une véritable autonomie de 65 miles (105 km) à une vitesse constante de 65 mph (105 km/h) sur autoroute plate (en fonctionnement normal et avec une certaine réserve; en comparaison, la version au plomb aurait une autonomie de 65 miles (105 km) avec des pneus durs et une conduite prudente. La portée réelle du Ford Ranger EV au plomb est inférieure).

#### Recharge
La recharge s'effectue via un connecteur conducteur Avcon, situé derrière une porte à charnière sur le côté droit de la calandre. Le pack NiHM prend entre six et huit heures pour se recharger, stockant environ 30 kW·h, et la recharge et la décharge sont régulées par des dispositifs de contrôle passifs.
Le connecteur Avcon était conforme à la norme de charge conductrice SAE J1772-1998 alors en vigueur. Il est possible d'utiliser un adaptateur ou de mettre à niveau la prise du pick-up vers la norme J1772-2010 mise à jour. Les deux connecteurs utilisent un schéma de signalisation et de câblage identique avec masse, deux points chauds, proximité et pilote. Avec un adaptateur ou après une mise à niveau, les Ranger EV peuvent utiliser la nouvelle infrastructure de recharge publique déployée dans tout le pays et utilisant la nouvelle norme J1772-2010.

#### Gestion thermique du chargeur, de la batterie et du contrôleur du moteur
L'électronique de puissance telle que le moteur, le contrôleur du moteur, le contrôleur du moteur à courant alternatif et le convertisseur courant continu/courant continu haute tension sont refroidis par eau. Les batteries et le chargeur de batterie sont refroidis par air.

## Problèmes

### Problèmes au début
Il y avait de nombreux problèmes avec le Ranger NiHM, dont l'incapacité à accepter une recharge dans des conditions environnementales chaudes et d'autres problèmes nécessitant le remplacement de composants majeurs, mais Ford a résolu ces problèmes avec succès au début du cycle de vie du véhicule. Il y avait quelques problèmes d'autonomie et de durée de vie avec les batteries autour de 25 000 miles (40 200 km), et en raison du coût élevé de ces batteries, Ford a choisi de ne pas résoudre ce problème d'autonomie (comme le permettent les conditions de location). Certains baux ont été maintenus malgré la portée plus courte.

### Réchauffement de la batterie
Les batteries plomb-acide sont sensibles à la température, perdant une partie substantielle de leur capacité dans des conditions hivernales. Lorsqu'elle est branchée pour la recharge, la température de la batterie est détectée et les éléments chauffants de la batterie sont utilisés pour maintenir une température suffisante pour conserver la portée spécifiée - une nécessité pour l'utilisation des flottes dans un climat plus froid, où les véhicules sont généralement garés à l'extérieur. Cela suggérerait que pour améliorer l'économie d'utilisation dans de tels climats, le véhicule devrait être abrité. Les batteries NiNM n'ont pas cette sensibilité à la température; cependant, les modèles avec batteries NiHM ont une perte de portée par temps froid, peut-être en raison d'une plus grande résistance au roulement dans la transmission et les pneus.

### Refroidissement de la batterie
La capacité de recharge des batteries NiHM est limitée par le gain de chaleur, ces batteries sont donc refroidies par air par deux ventilateurs. Le premier ventilateur fait circuler l'air autour des batteries. Le deuxième ventilateur échange l'air à l'intérieur du boîtier de la batterie.

### Controverse et loterie
La majorité des Ford Ranger EV ont été loués à des flottes. Cependant, certains Ford Ranger EV loués ont été vendus à des locataires, il existe donc des Ford Ranger EV qui ont été et peuvent être disponibles à l'achat en tant que véhicules d'occasion.
On s'attendait à ce que Ford, comme d'autres sociétés, détruise complètement la quasi-totalité des stocks restants, comme cela a été fait par plusieurs autres grands constructeurs automobiles. Ce plan a engendré des résistances considérables de la part des fans de véhicules électriques, la publicité négative provoquant un changement dans la politique de Ford. Ce changement de politique semble avoir également incité Toyota à ne pas détruire tous ses RAV-4 électriques loués. En outre, quelques résistances persistantes au retour de location de Ford (dont certaines étaient en fait autorisées à acheter le véhicule aux termes de leurs accords de location grâce à l'utilisation par le concessionnaire d'un formulaire de location non spécifique) ont été autorisées à acheter leurs véhicules pour un dollar. Alors que la plupart des 1 500 véhicules produits ont été détruits depuis, un certain nombre de Ranger EV ont été séparés pour des pièces de rechange et les centaines d'unités restantes ont été remises à neuf (à l'aide d'une sélection de batteries usagées et neuves) avec d'autres composants de récupération (à la fois avec des batteries au plomb et NiHM) par une société tierce (Blue Sky Motors de Sacramento, Californie).
Certains anciens opérateurs de Ranger NiHM ont exprimé leur surprise que des véhicules soient commercialisés avec des batteries NiHM en raison du coût extrêmement élevé du remplacement des cellules et des packs, tandis que d'autres ont souligné que certains véhicules NiHM ont parcouru plus de 125 000 miles (201 000 km) avec leur batteries d'origine. On ne sait pas encore ce qu'il faudrait changer dans le véhicule pour utiliser des batteries au plomb ou NiCad.

## Arrêt et développement ultérieur
Ford n'a pas annoncé son intention de reprendre la production de ce modèle. Le Ford Ranger du marché nord-américain a été abandonné après l'année modèle 2011, cependant, la gamme Ranger s'est poursuivie avec le nouveau Ford Ranger génération T6 en Europe. Ford, cependant, s'est associé à Azure Dynamics pour fournir une version électrique de sa populaire fourgonnette Ford Transit Connect sur le marché américain, uniquement de 2010 à 2012. L'Azure Transit Connect Electric a une autonomie EPA de 56 miles (90 km), presque identique à celle du Ford Ranger EV.
Ford lancera plus tard une version tout électrique de la Focus pour l'année modèle 2012.

### Disponibilité dans les pays nordiques
Plusieurs Ford Ranger EV ont été "sauvés" en 2008 et transportés en Norvège, où une société nommée Elbil Import les vend aux utilisateurs finaux.